# Syneches varus
Syneches varus är en tvåvingeart som beskrevs av Axel Leonard Melander 1928. Syneches varus ingår i släktet Syneches och familjen puckeldansflugor. Inga underarter finns listade i Catalogue of Life.